# Most na Žepi (pripovijetka)
Most na Žepi je pripovijetka bosanskohercegovačkog, hrvatskog i srpskog književnika Ive Andrića, objavljena 1925. godine, u Srpskom književnom glasniku. U Sabranim djelima ovog književnika, pripovijetka Most na Žepi se nalazi u knjizi Žeđ.

## O djelu
U pripovijetki Most na Žepi cijela priča je pisana u trećem licu, a u epilogu se pripovjedač odmiče od stajališta objektivnog pripovjedača i priča nam zašto i kada je odlučio da sazna nešto o povijesti mosta na kojem se jednom odmorio.
U ovom djelu je opisana gradnja Mosta na Žepi, rijeci koja često nabuja, i koju stanovnici još uvijek nisu uspjeli ukrotiti mostom. Do sada im je odnijela nekoliko drvenih mostova. Andrić u ovoj propovijetki izražava viziju ljudskih djela i sudbinu graditelja. Pripovijetka Most na Žepi priča naizmjenično o sudbine dva lika – velikog vezira vezira Jusufa i bezimenog neimara, koji je Most na Žepi gradio u vezirovu čast.
Pripovjedač jasnim rečenicama pripovijeda cijelu priču. Različiti segmenti priče su čvrsto povezani, iako se vezir kao pripovjedač često vraća u prošlost i retrospektivno prisjeća svog detinjstva. Sam Andrić je rekao: "Moglo bi se reći da delo za pisca umire onog dana kada ga završi", što predstavlja glavnu ideju Mosta na Žepi.
U ovom djelu Ivo Andrić opisuje mnoge vrijednosti. Ističe napore čovjeka da svijet prilagodi sebi, te da se bori protiv sila prirode koje ponekad uništavaju sve pred sobom. U pripovijetki kakva je Most na Žepi simbolika mosta se ogleda u naglašenom čovjekovom porivu da podredi svijet i prirodu oko njega, ali i u sebi da dovede red – što veliki vezir Jusuf nije uspio. U prenesenom značenju u pripovijetci se radi o čovjekovom traganju za smislom. Čak i nakon postignutog cilja (završene gradnje mosta) likovi nisu postigli osjećaj životnoga zadovoljstva.
U ovom djelu možemo da uvidimo i kako umjetnost nadživljava samog čovjeka koji je stvara, pa čini da pobjeđuje i samu smrt. S druge strane priče, imamo neimara koji ne traži prijateljstvo, pohvale ili pomoć ni od koga. On ni ne žudi za materijalnim stvarima, već živi za svoj posao. Nije tražio mnogo, ali je svojim radom pružao mnogo i olakšao život mnogim ljudima.

## Vanjske poveznice
- Most na Žepi